# Puimoisson
Puimoisson ist eine Gemeinde mit 666 Einwohnern (Stand 1. Januar 2022) in Südfrankreich. Sie gehört zur Region Provence-Alpes-Côte d’Azur, zum Département Alpes-de-Haute-Provence, zum Arrondissement Forcalquier und zum Kanton Riez.

## Geografie
Der Ort befindet sich auf 698 m auf dem Plateau de Valensole. 1200 Hektar der Gemeindegemarkung sind bewaldet. Das Gemeindegebiet wird im Osten vom Fluss Colostre tangiert, auch sein Zufluss Auvestre durchquert das Gemeindegebiet.
Die angrenzenden Gemeinden sind Saint-Julien-d’Asse und Bras-d’Asse im Norden, Saint-Jurs und Moustiers-Sainte-Marie im Osten, Roumoules im Süden sowie Riez und Brunet im Westen.

## Bevölkerungsentwicklung
| Jahr      | 1962 | 1968 | 1975 | 1982 | 1990 | 1999 | 2009 | 2016 |
| --------- | ---- | ---- | ---- | ---- | ---- | ---- | ---- | ---- |
| Einwohner | 473  | 508  | 491  | 511  | 511  | 551  | 720  | 739  |

## Sehenswürdigkeiten

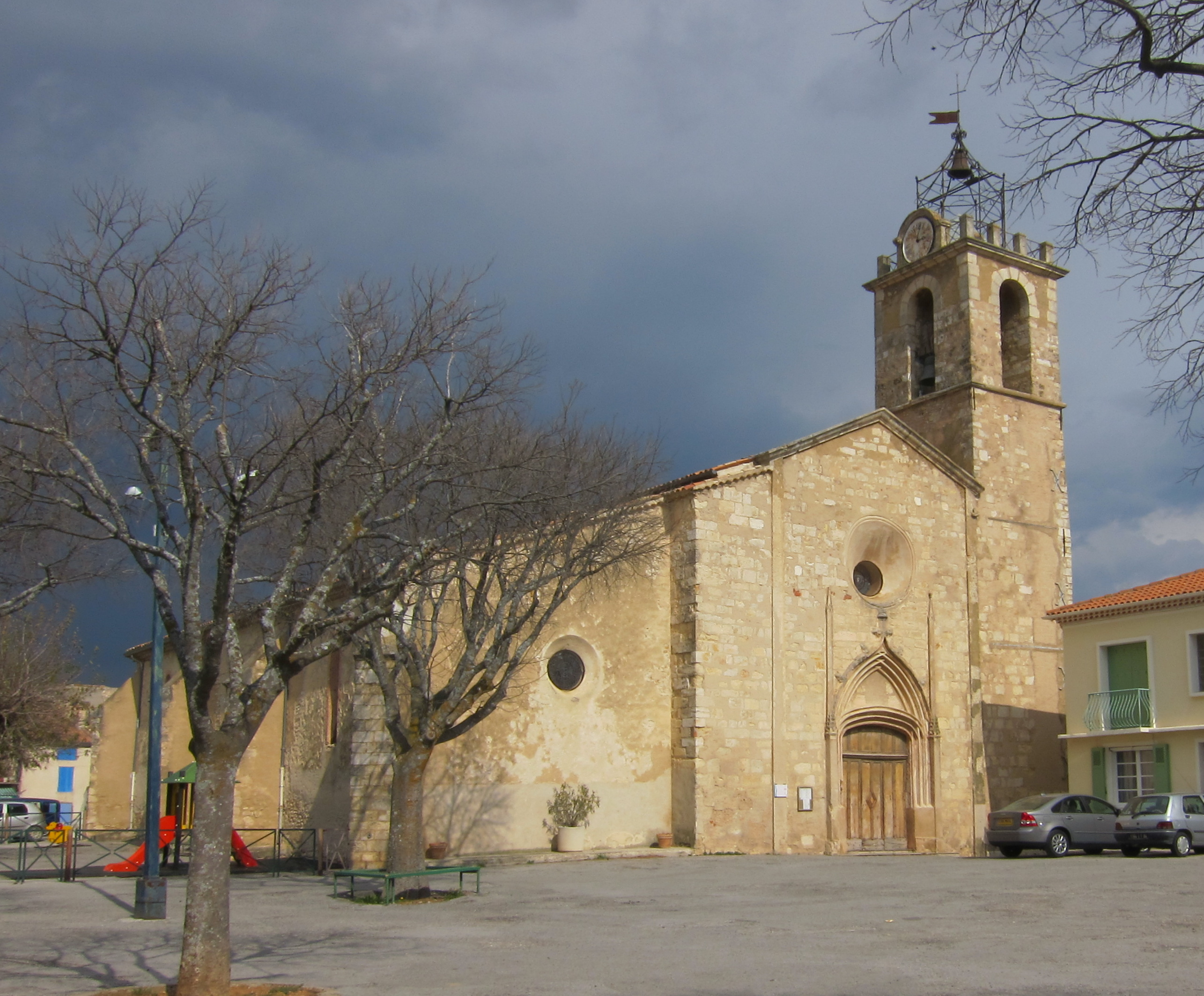
Kirche Saint-Michel

- Kapelle Saint-Apollinaire, Monument historique
- Kirche Saint-Michel, Monument historique
- Château du Pas-de-Laval
- Commanderie des Hospitaliers
- Kapelle Notre-Dame-de-Bellevue
- Segelflugplatz Aérodrome de Puimoisson

## Persönlichkeiten
- Durandus von Mende (um 1230–1296), Bischof von Mende, Liturgiker, geboren in Puimoisson.
- Henri Jordany (1798–1887), Bischof von Fréjus, geboren in Puimoisson.